# Буквалд
Буквалд (пол. Bukwałd, нім. Groß Buchwalde) — село в Польщі, у гміні Дивіти Ольштинського повіту Вармінсько-Мазурського воєводства.
Населення — 514 осіб (2011).
У 1975-1998 роках село належало до Ольштинського воєводства.

## Демографія
Демографічна структура станом на 31 березня 2011 року:
|          | Загалом | Допрацездатний вік | Працездатний вік | Постпрацездатний вік |
| -------- | ------- | ------------------ | ---------------- | -------------------- |
| Чоловіки | 259     | 52                 | 190              | 17                   |
| Жінки    | 255     | 58                 | 158              | 39                   |
| Разом    | 514     | 110                | 348              | 56                   |